# Edward Winter (historien)
Cet article concerne l'historien des échecs. Pour l'acteur, voir Edward Winter.
Edward Winter est un journaliste et écrivain anglais spécialisé dans l'histoire du jeu d'échecs. Dans son activité de critique d'ouvrages, il est réputé pour son sens du détail concernant l'exactitude des faits rapportés, dénichant les fautes de syntaxe, les erreurs dans l'orthographe des noms propres, et autres imprécisions historiques. Il traque également les plagiats.

## Premières publications
En 1980, Edward Winter publie  recueil de 107 parties commentées par Alexandre Alekhine entre 1939 et 1945 :
- (en)107 Great Chess Battles, Oxford University Press, 1980.

L'année suivante, il publie comme éditeur  World Chess Champions dans lequel il est l'auteur des articles sur José Raúl Capablanca et Boris Spassky :
- (en) Edward Winter, World Chess Champions, Pergamon Pr, novembre 1981, 198 p. (ISBN 978-0-08-024094-7).

En 1989, Winter sort un livre très complet sur l'ancien champion du monde José Raúl Capablanca :
- (en) Edward Winter, Capablanca : A Compendium of Games, Notes, Articles, Correspondence, Illustrations and Other Rare Archival Materials on the Cuban Chess Genius José Raúl Capablanca, McFarland & Company, décembre 1989, 359 p. (ISBN 978-0-89950-455-1).

## Chess Notes
Winter commence dans les années 1980 son activité la plus régulière, la publication des Chess Notes (notes sur les échecs). Chacun de ces articles courts, numérotés séquentiellement, porte sur un fait précis concernant l'histoire des échecs, soit pour le relater, soit pour appeler le lecteur à indiquer les informations qu'il pourrait avoir à son sujet. Winter s'intéresse ainsi à la véracité des anecdotes portant sur les échecs, à l'origine des ouvertures, aux détails biographiques concernant les joueurs, aux erreurs commises dans les livres anciens et récents, etc. Ces Notes prennent d'abord la forme d'un périodique bimestriel dont la parution s'étend de janvier-février 1982 à 1989 (CN 1 à 1933).
En 1993, les Chess Notes reprennent dans le cadre d'une rubrique de magazines échiquéens (CN 1934 à 2187), dont New in Chess a l'exclusivité de 1998 à 2001 (CN 2188 à 2486). Ensuite, la publication continue sur le site web Chess Café (CN 2487 à 3414). Depuis 2004, les Chess Notes sont hébergées sur le web par le site Chess History.

## Recueils deChess Notes
Des compilations de Chess Notes sont parues sous forme de livres :
- (en)Chess Explorations, Cadogan, 1996[5]
- (en)Kings, Commoners and Knaves, Further Chess Explorations, Russell Enterprises, 1999[6]
- (en)A Chess Omnibus, Russell Enterprises, 2003[7]
- (en)Chess Facts And Fables, McFarland & Company, 2005[8]

Edward Winter tient une rubrique intitulée Edward Winter's Chess Explorations pour le site web de ChessBase, basée sur le même principe que les Chess Notes.

## Inimitiés
Dans son travail de critique, il a souvent mis en avant les défauts d'ouvrages portant sur les échecs et, parfois, ceux de leurs auteurs. Trois d'entre eux ont particulièrement reçu ses foudres : Raymond Keene,, Eric Schiller et Larry Evans.